# Государственный переворот в Сирии (1961)
Государственный переворот произошёл в Дамаске 28 сентября 1961 года и привёл к распаду ОАР. Одной из причин переворота стало недовольств авторитарным стилем египетского президента Абдель Нассера. Главой правительства стал Маамун аль-Кузбари.
В тот же день Хашимитская Иордания и Турция (член НАТО) признали новые власти Сирии. В геополитическом противостоянии новый режим тяготел к США. Египетские власти назвали новых сирийских политиков «капиталистами, реакционерами и феодалами».
Страна стала называться Сирийская Арабская Республика (САР).
20 ноября 1961 года правительство М. Кузбари было отстранено от власти группировкой военных. Временным главой государства стал Иззат ан-Нусс, которого в декабре сменил Назим аль-Кудси (избранный парламентом как президент).